# Gens Abudia
La gens Abudia fu una gens plebea romana. 
Fiorì in epoca imperiale e nessuno dei suoi membri ricoprì le più alte magistrature dello stato romano. Solo Ruso Abudio ricoprì la carica di edile sotto Tiberio. Tutti gli altri appartenenti a questa gens ci sono noti solo grazie alle iscrizioni.

## Praenomina
I principali praenomina della gens Abudia erano Marcus, Publius e Titus. Ma abbiamo anche esempi di Gnaeus, Lucius e Quintilius .

## Membri
- Ruso Abudio, ex edile, aveva comandato una legione sotto Gneo Cornelio Lentulo Getulico in Germania Superiore.[4]
- Abudio, nominato in un'iscrizione del I secolo a Virunum, Norico.
- Lucio Abudio L. f., nominato in un'iscrizione a Vasio, nella Gallia Narbonense.
- Gneo Abudio Fortunato, sepolto a Roma, in un sepolcro di famiglia dedicato dalla moglie, Ottavia Faustilla, e databile alla fine del I secolo d.
- Marco Abudio Luminario, dedicò una tomba a Roma per la sua cliens, per sua moglie, Megiste Abudia, e per suo figlio, Marco Abudio Saturnino.
- Massima Abudia, dedicò al figlio una tomba a Iader in Dalmazia, databile tra la metà del II secolo e la fine del III.
- Megiste Abudia, liberta,cliente e moglie di Marco Abudio Luminario, forse il suo precedente padrone. Il quale probabilmente dedicò una tomba a Roma a Megiste e al loro figlio, Marco Abudio Saturnino.
- Murinilla Abudia, dedicò una tomba a Carnuntum nella Pannonia Superiore, databile alla seconda metà del II secolo, al marito Liciniano Crescente, probabilmente tribuno della diciottesima coorte di volontari mauretani, di età compresa tra i quarantacinque anni.
- Pelegusa Abudia, dedicò una tomba a Nemausus nella Gallia Narbonese al suo liberto, Gellio.
- Prima Abudia, sepolta a Roma, in una tomba dedicata dal marito Epafrodito e risalente alla seconda metà del I sec.
- Prima Abudia, sepolta in un sepolcro di famiglia ad Aquileia in Veneto, costruita da Tito Albio Rufo, soldato dell'VIII legione Augusta, suo figlio o genero, e risalente alla fine del I secolo.
- Tito Abudio Prisco, originario di Aquileia, veterano della Legio VII Claudia, fu sepolto a Scupi in Mesia Superiore, all'età di ottantacinque anni, in una tomba costruita dalla moglie Felicula, databile verso la fine del I secolo.
- Demetro Cassidiario Abudio Prisco, uno degli agenti dei decurioni municipali di Gabii nel 220 d.C.
- Publia Abudia, sepolta in una tomba del III secolo a Pola, costruita dai suoi genitori, Quinto Postumio e Publia Abudia, e dal fratello Publio.
- Marco Abudio Seleuco, costruì delle tombe a Roma per suo fratello, Gaio Attio Venusto, e la sorella, la liberta Attia Primigenia.
- Satura Abudia, una donna sepolta ad Ammaedara nell'Africa Proconsolare, aveva ottant'anni.
- Marco Abudio Saturnino, ragazzo sepolto a Roma, di otto anni, insieme a sua madre, Megiste Abudia, in una tomba costruita da suo padre, Marco Abudio Luminario.
- Quinto Abudio Teodoto, un liberto di Frontone, fece un'offerta alle dee di Vasio.
- Vero Abudio, dedicò un monumento del I secolo a Parentium in memoria di sua madre, Giulia Varilla, e dei fratelli Publio Giulio Severiano, Galeonia Larga e Publio Giulio Novato, per la volontà di sua madre.
- Tito Abudio Vero, un eques in servizio con l'esercito a Ravenna nel I secolo, fece un'offerta a Nettuno.
- Marco Abudio Vitalio, fece ad Aquileia un sepolcro di famiglia del III secolo per sua moglie e la sua famiglia.